# Chicago Bulls 1975-1976
La stagione 1975-76 dei Chicago Bulls fu la 10ª nella NBA per la franchigia.
I Chicago Bulls arrivarono quarti nella Midwest Division della Western Conference con un record di 24-58, non qualificandosi per i play-off.

## Roster
| N°    | Naz.                   | Ruolo | Sportivo        | Anno | Alt. | Peso |
| ----- | ---------------------- | ----- | --------------- | ---- | ---- | ---- |
| 2     | Stati Uniti (bandiera) | G     | Norm Van Lier   | 1947 | 185  | 78   |
| 4     | Stati Uniti (bandiera) | GA    | Jerry Sloan     | 1942 | 196  | 88   |
| 5     | Stati Uniti (bandiera) | G     | Leon Benbow     | 1950 | 193  | 84   |
| 8     | Stati Uniti (bandiera) | A     | Mickey Johnson  | 1952 | 208  | 86   |
| 10    | Stati Uniti (bandiera) | A     | Bob Love        | 1942 | 203  | 98   |
| 14    | Stati Uniti (bandiera) | GA    | Matt Guokas     | 1944 | 196  | 79   |
| 18    | Stati Uniti (bandiera) | C     | Tom Boerwinkle  | 1945 | 213  | 120  |
| 20    | Stati Uniti (bandiera) | G     | John Laskowski  | 1953 | 198  | 84   |
| 23-41 | Stati Uniti (bandiera) | AC    | Eric Fernsten   | 1953 | 208  | 93   |
| 23    | Stati Uniti (bandiera) | A     | Rowland Garrett | 1950 | 198  | 95   |
| 24    | Stati Uniti (bandiera) | GA    | Jack Marin      | 1944 | 201  | 91   |
| 32-42 | Stati Uniti (bandiera) | C     | Steve Patterson | 1948 | 206  | 102  |
| 34    | Stati Uniti (bandiera) | G     | Bobby Wilson    | 1951 | 191  | 79   |
| 35    | Stati Uniti (bandiera) | AC    | John Block      | 1944 | 206  | 94   |
| 41-42 | Stati Uniti (bandiera) | AC    | Cliff Pondexter | 1954 | 206  | 106  |
| 42    | Stati Uniti (bandiera) | AC    | Nate Thurmond   | 1941 | 211  | 102  |

## Staff tecnico
- Allenatore: Dick Motta
- Vice-allenatore: Ed Badger
- Preparatore atletico: Doug Atkinson